# Chézery-Forens
Chézery-Forens ist eine französische Gemeinde mit 436 Einwohnern (Stand 1. Januar 2022) im Département Ain in der Region Auvergne-Rhône-Alpes. Sie gehört zum Kanton Thoiry im Arrondissement Gex und ist Mitglied im Gemeindeverband Pays de Gex Agglo.

## Geographie
Chézery-Forens liegt auf 585 m, etwa 22 Kilometer westlich der Stadt Genf und 49 km östlich der Präfektur Bourg-en-Bresse (Luftlinie). Die Doppelgemeinde erstreckt sich im französischen Jura im Längstal der Valserine, die hier einen offenen Talkessel bildet, am Südfuß des Crêt de Chalam.
Die Fläche des 46,57 km² großen Gemeindegebiets umfasst einen Abschnitt des Hochjuras. Das Gebiet wird von Nordosten nach Südwesten von der Valserine (rechter Zufluss der Rhone) durchflossen. Im Bereich von Chézery und Forens öffnet sich das Tal zu einem weiten Talkessel mit einem flachen Talboden, der fast einen Kilometer breit ist. Die Valserine tritt durch die von steilen Felswänden begleitete Schlucht Défilé de Sous-Balme in diese Talweitung ein und verlässt sie durch eine weitere Engstelle.
Auf seiner Westseite wird das Valserine-Tal von den bewaldeten Höhenrücken von Haute Crête (1415 m), Montagne des Moines (1408 m), Crêt de Chalam (1545 m) und Crêt au Merle (1448 m) flankiert. Östlich des Tals erhebt sich die Haute Chaîne, die höchste Kette des Juras. Sie bildet strukturgeologisch gesehen eine Antiklinale bestehend aus Gesteinsschichten, die während der oberen Jurazeit abgelagert wurden. Der Scheitel dieser Antiklinale wurde durch die Erosionsarbeit aufgebrochen und ein Großteil der westlichen Flanke abgetragen. Noch heute ist die Struktur anhand der Felswände der Roche Franche beim Reculet sowie an der gegen Westen steil abfallenden Felswand der Hauptkrete erkennbar. Mit 1692 m wird auf einem Vorgipfel südlich des Reculet die höchste Erhebung von Chézery-Forens erreicht. Nach Süden reicht das Gemeindeareal über die Montagne du Crêt (1160 m) und die Mulde von Menthières bis auf den Höhenrücken des Grand Crêt d’Eau (bis 1534 m). Das Gemeindegebiet von Chézery-Forens ist Teil des Regionalen Naturparks Haut-Jura (frz.: Parc naturel régional du Haut-Jura) und des Naturreservats Haute Chaîne du Jura.
Die Doppelgemeinde Chézery-Forens besteht aus mehreren Dörfern, Weilern und Gehöften, nämlich:
- Chézery (585 m) an der Valserine
- Forens (602 m) am westlichen Rand der Talniederung der Valserine
- Le Grand Essert (580 m) am östlichen Talrand
- L'Eperry (750 m) am Hang oberhalb von Chézery
- Rosset (735 m) am östlichen Talhang der Valserine
- La Rivière (710 m) am Westfuß des Reculet unterhalb der Roche Franche
- Menthières (1010 m), ein kleiner Wintersportort in einer Mulde nordwestlich des Grand Crêt d’Eau

Nachbargemeinden von Chézery-Forens sind La Pesse, Bellecombe und Lélex im Norden, Thoiry, Saint-Jean-de-Gonville, Péron und Farges im Osten, Confort im Süden sowie Montanges und Champfromier im Westen.

## Geschichte
Urkundlich erwähnt wird Chézery erstmals zu Beginn des 13. Jahrhunderts unter dem Namen Chesiriacus. Im Lauf der Zeit wandelte sich die Schreibweise über Cheysiriacus (1329), Cheysirier (1344), Cheyserie (1365), Chissirier (1397), Cheiserier (1572), Cheysery (1675) und Cheiseri (1690) zu Chezery (1790).
Im 12. Jahrhundert überließ der Graf von Savoyen den mittleren Abschnitt des Valserine-Tals dem Zisterzienserorden, dessen Mönche den Talabschnitt urbar machten und im Jahr 1140 das Kloster Chézery gründeten. Das Kloster wurde 1590 von Genfer Truppen zerstört. Mit dem Vertrag von Lyon wurde das Gebiet 1601 geteilt: Der westliche Teil mit Forens ging an Frankreich, während Chézery unter die Oberhoheit von Savoyen gelangte. In der Folge wurde das Kloster wieder aufgebaut. Erst 1760 wurde auch Chézery mit dem Vertrag von Turin Frankreich zugesprochen. Chézery und Forens bildeten ab 1790 zwei eigenständige Gemeinden. Die Klosterkirche wurde 1802 durch einen Brand endgültig zerstört.
Im 18. Jahrhundert hielt die Uhrenindustrie im Tal Einzug, was mit der Zeit zu einer Überbevölkerung führte. Als nicht mehr alle Bewohner Auskommen in der Uhrmacherei oder in der Landwirtschaft fanden, kam es im 19. Jahrhundert zu größeren Auswanderungswellen. 1962 fusionierten die Gemeinden Chézery und Forens zur heutigen Doppelgemeinde.

## Bevölkerung
| Jahr                       | 1962 | 1968 | 1975 | 1982 | 1990 | 1999 | 2011 | 2020 |
| Einwohner                  | 502  | 436  | 362  | 337  | 357  | 369  | 449  | 453  |
| Quellen: Cassini und INSEE |      |      |      |      |      |      |      |      |

Mit 436 Einwohnern (Stand 1. Januar 2022) gehört Chézery-Forens zu den kleinen Gemeinden des Départements Ain. Nachdem die Einwohnerzahl in der ersten Hälfte des 20. Jahrhunderts deutlich abgenommen hatte, wurde seit Beginn der 1980er Jahre wieder ein leichtes Bevölkerungswachstum verzeichnet. Die Ortsbewohner von Chézery-Forens heißen auf Französisch Chézerand(e)s.

## Sehenswürdigkeiten
Die Kirche Mariä Himmelfahrt wurde 1648 in Chézery erbaut, enthält Fresken aus dem 17. Jahrhundert und eine Statue des heiligen Roland. Vom ehemaligen Zisterzienserkloster sind nur wenige Gebäude aus dem 17. Jahrhundert erhalten (heute als Hotel genutzt). Bei der Fontaine-Bénite steht die Kapelle Saint-Roland (ebenfalls aus dem 17. Jahrhundert).

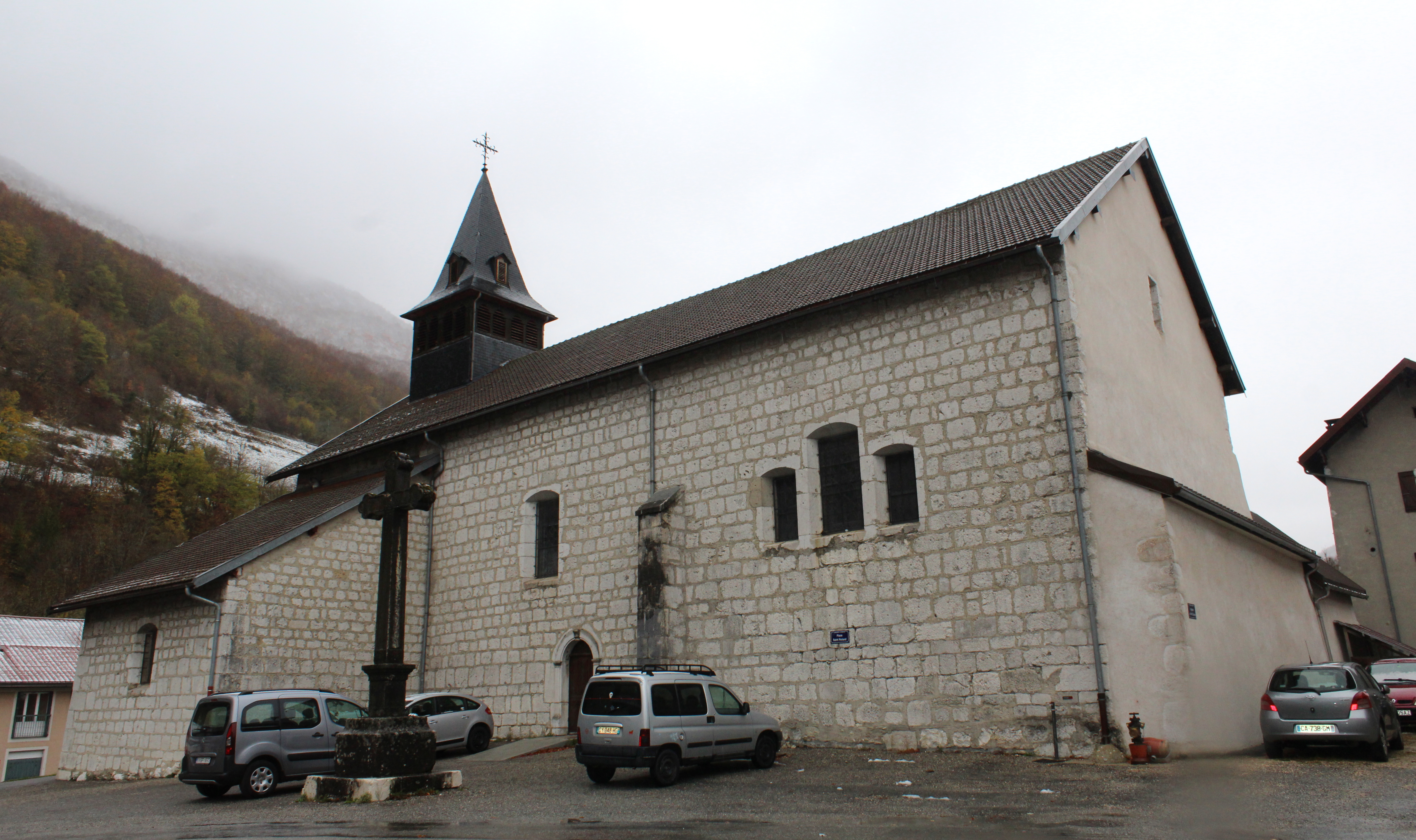
Kirche Mariä Himmelfahrt
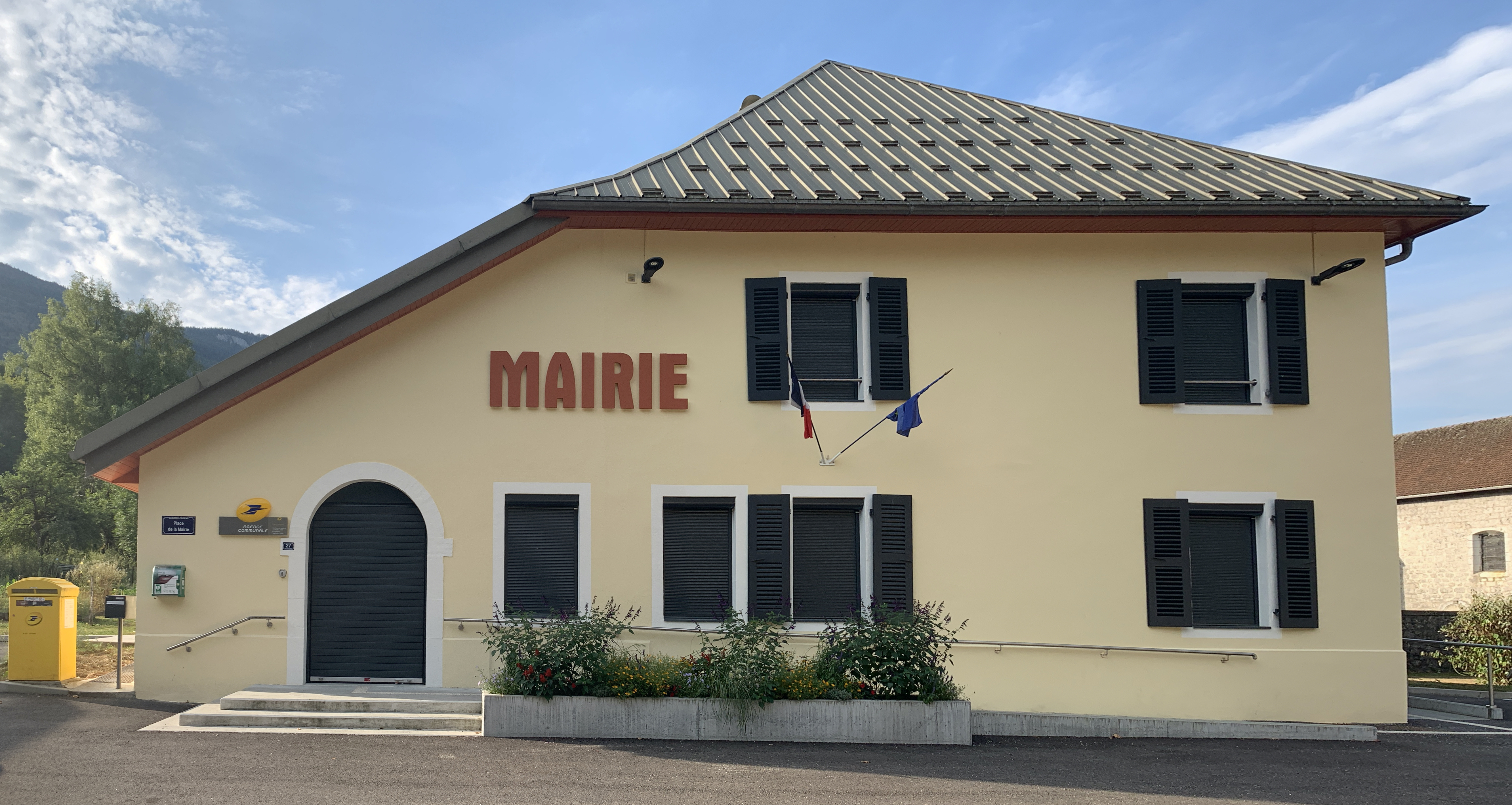
Rathaus (mairie)
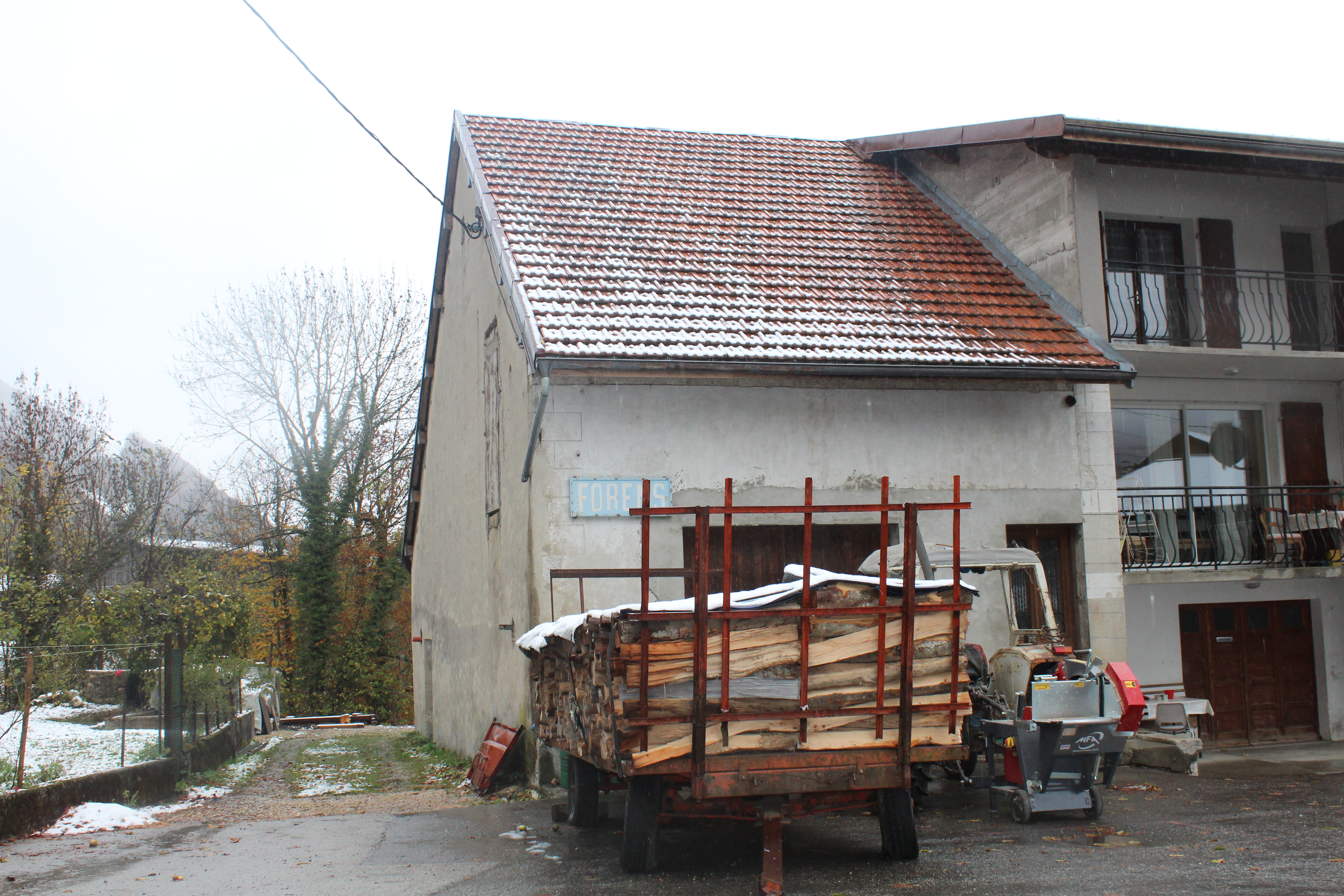
Ehemaliges Rathaus
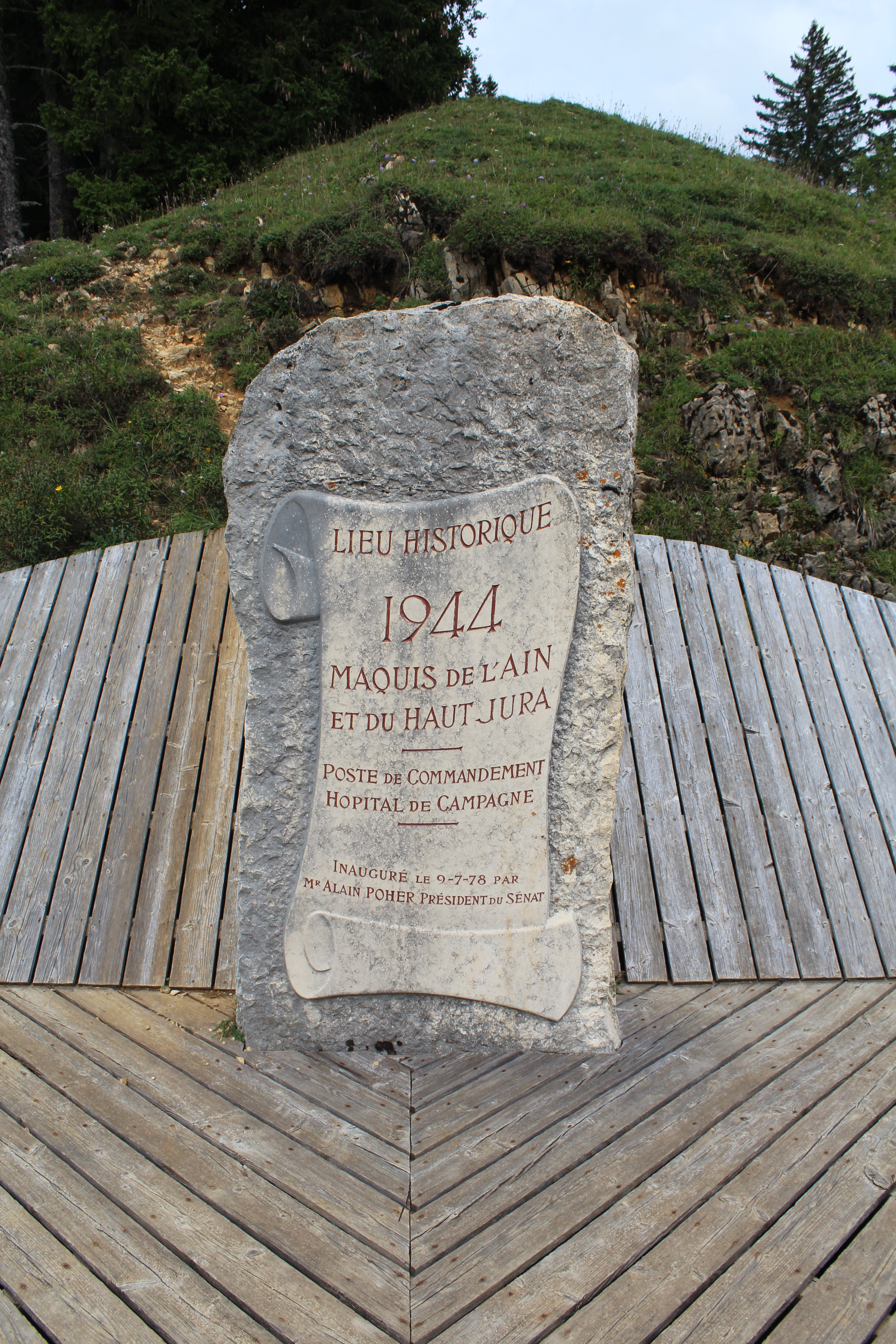
Gefallenendenkmal

## Wirtschaft und Infrastruktur
Chézery-Forens war bis weit ins 20. Jahrhundert hinein ein vorwiegend durch die Landwirtschaft und Forstwirtschaft geprägtes Dorf. Heute gibt es einige Betriebe des lokalen Kleingewerbes. Zahlreiche Erwerbstätige sind Wegpendler, die in den größeren Ortschaften der Umgebung, hauptsächlich in Bellegarde-sur-Valserine ihrer Arbeit nachgehen.
Die Ortschaft liegt abseits der größeren Durchgangsstraßen an der Departementsstraße D991, die von Bellegarde-sur-Valserine nach Mijoux führt. Eine weitere Straßenverbindung besteht mit Champfromier. Der nächste Anschluss an die Autobahn A40 befindet sich in einer Entfernung von rund 22 Kilometern.